# غرم الله الزهراني
غرم الله بن رداد سعيد الزهراني رئيس مجلس إدارة شركة زهران القابضة، واحدة من أكبر شركات التشغيل والإدارة في المملكة العربية السعودية التي تقدم مجموعة متنوعة من الخدمات بدء من تشغيل المستشفيات والجامعات وانتهاءً بصيانة القواعد العسكرية وشوارع المدن، وتتواجد الشركة في الرياض وجدة. من أبنائه بدر ومازن.

## وصلات خارجية
- برج أنفينيتي على يوتيوب
- برج لمار على يوتيوب
- موقع شركة زهران القابضة
- الموقع الرسمي